# Bánatpénz
A bánatpénz egy szerződésben kiköthető fizetési kötelezettség arra az esetre, ha a szerződő fél él elállási jogának gyakorlásával, azaz eláll a szerződéstől.

## A hatályos Ptk-ban
Az elállás, mint a szerződének egyoldalú nyilatkozattal való megszüntetésének  jogát a felek meghatározott pénzösszeg (bánatpénz) fizetése ellenében is kiköthetik. A bíróság a túlzott mértékű bánatpénz összegét a kötelezett kérelmére mérsékelheti.

A hatályos Ptk. 

„változatlan formában tartja meg a Ptk. 320. § (2) bekezdésben szabályozott bánatpénz kikötésének és annak bírósági mérséklésének a lehetőségét. A bánatpénz a másik fél kártalanítását szolgálja. Ilyen esetben a joggyakorlat alapján a bánatpénz értékét meghaladó kár megtérítése nem követelhető, hiszen a felek a szerződésbeli a bánatpénz megfizetésére tekintettel kötötték ki az elállás jogát, így jogellenesség az elálló oldalán nem merül fel.”

## Története
A  bánatpénz (latinul arrha poenitentialis) már az ókori római jogban ismert jogintézmény volt. Jelentősen különbözött a foglalótól, mivel a bánatpénz a szerződéskötésnél adott vagy kikötött fix büntetési összeg  (poena) volt, amelynek a megfizetésével a szerződő fél az egyoldalú elállás jogát biztosíthatta magának arra az esetre, ha a szerződéskötést utóbb megbánná. A bánatpénz követelése esetén az alperes választhatott, hogy megfizeti a bánatpénzt, vagy teljesít.
A bánatpénz tehát nemhogy erősítette, inkább lazította a kötelmet. Nem is igényelhette a szerződés felbontása miatt károsodó fél a bánatpénz összegét meghaladó kára megtérítését.

## A joggyakorlatban
A BH 2004/9/359. szerint
" A bánatpénz elsődlegesen a szerződéstől való elállás esetére köthető ki, de nincs akadálya annak, hogy a felek más kötelezettség teljesítésére vonatkozóan hasonló rendeltetésű pénzösszeg megfizetéséről állapodjanak meg. Ha a bánatpénz elvesztésére vonatkozó feltételek nem következtek be, a letett összeg visszajár. A felek által újabb feltételek mellett utóbb folytatott szerződéskötési tárgyalásokhoz nem kapcsolható az eredetileg más feltételekre vonatkozó bánatpénz fizetési kötelezettség [Ptk. 200. § (1) bek., 205. § (1) és (2) bek., 211. § (1) bek., 213. § (1) bek., 320. § (1) és (2) bek.]. " (Fővárosi Ítélőtábla 6. Pf. 20.969/2003. sz.).